# Koblenz AG
Koblenz este o comună în districtul Zurzach, cantonul Aargau Elveția. Ea se află la punctul de vărsare a râului Aare în Rin, în nordul Elveției aproape de granița cu Germania.